# Põhimaantee 8
Die Põhimaantee 8 (Nationalstraße 8) ist eine Fernstraße in Estland. 

## Verlauf
Die auch als Tallinn-Paldiski maantee bekannte Straße führt von der Landeshauptstadt Tallinn über Keila (wo der Tallinner Ring Põhimaantee 11 auf sie trifft) zu der bis 1994 geschlossenen Hafenstadt Paldiski (deutsch: Baltischport). Von dort aus besteht eine Fährverbindung zu dem schwedischen Fährhafen Kapellskär.
Die Länge der Straße beträgt rund 47 km.

## Geschichte
Während der Zugehörigkeit Estlands zur Sowjetunion trug die Straße die Bezeichnung A205. Die Ausweisung als Europastraße 265  wurde im Jahr 2008 vorgeschlagen, eine Umsetzung für die Põhimaantee 8 ist aber (anders als für die Põhimaantee 11) bisher nicht belegt.